# Prémio de Ciências Económicas em Memória de Alfred Nobel

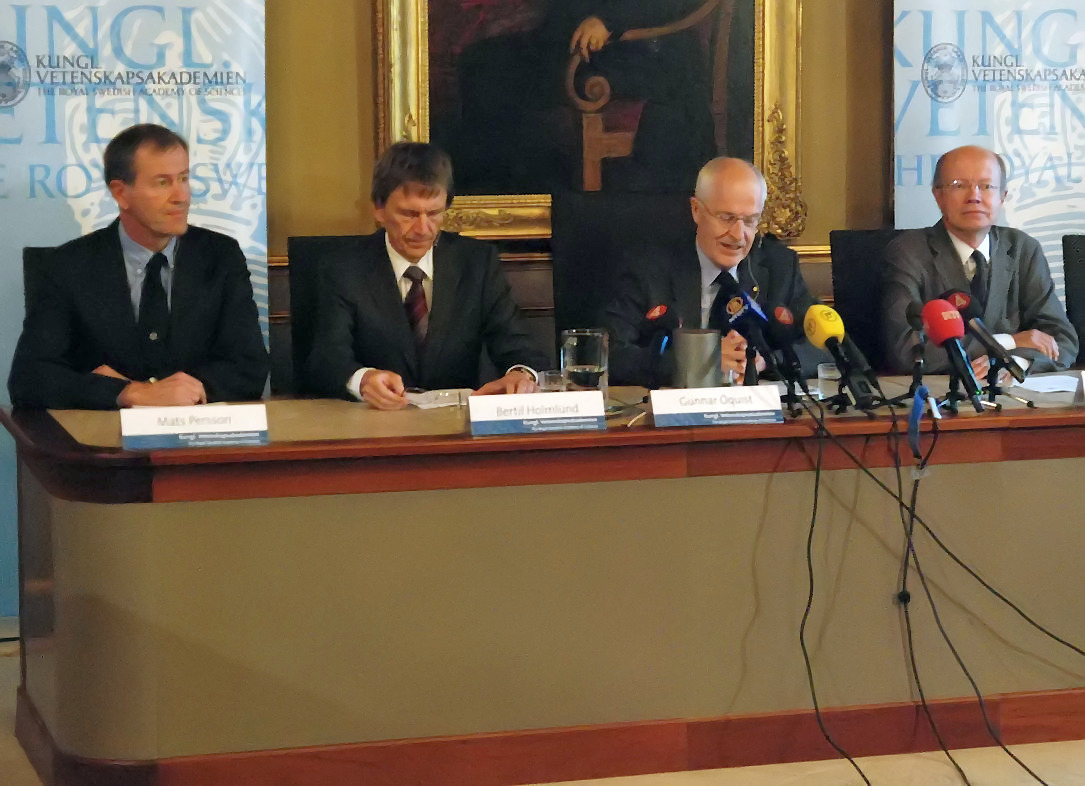
Prémio de Ciências Económicas em Memória de Alfred Nobel 2008.

O Prémio de Ciências Económicas, oficialmente denominado Prémio do Banco da Suécia para as Ciências Económicas em Memória de Alfred Nobel (em sueco Sveriges riksbanks pris i ekonomisk vetenskap till Alfred Nobels minne), vulgarmente apelidado na Suécia de Prémio da Economia (Ekonomipriset), foi instituído em 1968 pelo Sveriges Riksbank, o Banco Central da Suécia, e atribuído pela primeira vez em 1969.
Devido ao facto de incluir a dedicatória a Alfred Nobel, é incorretamente referido como Prémio Nobel de Economia ou Prémio Nobel de Ciências Económicas. De fato, não é concedido pela Fundação Nobel, mas sim pago com dinheiro público. As palavras "em memória de Alfred Nobel" é que causam a confusão.
Entretanto, segundo a Academia Real das Ciências da Suécia, o processo de indicação, os critérios de escolha e a apresentação da decisão são conduzidos de maneira similar à dos Prémios Nobel, e "conforme as regras que regulam a atribuição dos prémios criados a partir do testamento de Alfred Nobel".
Alguns familiares de Alfred Nobel, notadamente seu sobrinho bisneto Peter Nobel, não aceitam que o Prémio de Ciências Económicas seja referido como um Nobel, pois o consideram como uma espécie de "campeonato de relações públicas para economistas" - algo impensável por Alfred Nobel, que desprezava "pessoas para quem os lucros são mais importantes do que o bem-estar da sociedade".

## Laureados
O primeiro prémio em economia foi atribuído em 1969 a Ragnar Frisch e Jan Tinbergen "por terem desenvolvido e aplicado modelos dinâmicos para a análise de processos económicos". Três mulheres já receberam o prêmio: Elinor Ostrom, em 2009, Esther Duflo, em 2019, e Claudia Goldin, em 2023.